# Олујић
Олујић је презиме које је заступљено у Србији и Хрватској. Значајни људи са овим презименом су:
- Гроздана Олујић (1934–2019), српска књижевница, преводилац, уредница и критичарка
- Крунослав Олујић (1952), хрватски адвокат
- Татјана Олујић, српска виолинисткиња и универзитетски професор